# محمد خليفة (لاعب كرة قدم)
محمد خليفة (16 نوفمبر 1986 - ) هو لاعب كرة قدم مصري في مركز الهجوم.

## وصلات خارجية
- محمد خليفة (لاعب كرة قدم) على موقع قاعدة بيانات كرة القدم.إي يو (الإنجليزية)
- محمد خليفة (لاعب كرة قدم) على موقع Soccerway.com (الإنجليزية)